# Agostino Giuseppe Delfino
Agostino Giuseppe Delfino OFMCap (* 17. Juni 1935 in Arenzano, Provinz Genua; † 18. Oktober 2020 in Savona) war ein italienischer Ordensgeistlicher und römisch-katholischer Bischof von Berbérati in der Zentralafrikanischen Republik.

## Leben
Agostino Giuseppe Delfino trat 1952 der Ordensgemeinschaft der Kapuziner bei und empfing am 19. September 1959 nach seiner theologischen Ausbildung die Priesterweihe.
Papst Johannes Paul II. ernannte ihn am 17. Juni 1991 zum Bischof von Berbérati. Die Bischofsweihe spendete ihm der Erzbischof von Bangui, Joachim N’Dayen, am 27. Oktober desselben Jahres in der Kathedrale St. Anna in Berbérati; Mitkonsekratoren waren Michel Marie Joseph Maître CSSp, Bischof von Bambari, und Armando Umberto Gianni OFMCap, Bischof von Bouar.
Am 17. Juni 2010 nahm Papst Benedikt XVI. sein aus Altersgründen vorgebrachtes Rücktrittsgesuch an. Er starb im Ordenskonvent der Kapuziner in Savona. 